# Estación de Antonio Saura
Antonio Saura es una estación de la línea ML-1 de la red de Metro de Madrid, perteneciente al Metro Ligero, ubicada en la intersección de la calle del Príncipe Carlos con la calle del Pintor Antonio Saura, en el área residencial de Sanchinarro del barrio de Valdefuentes (Hortaleza). Abrió al público el 24 de mayo de 2007 y es una de las cuatro estaciones de la línea que se encuentra en superficie.
Su tarifa corresponde a la zona A según el Consorcio Regional de Transportes.

## Accesos
- Príncipe Carlos C/ Príncipe Carlos, s/n (frente a C/ Pintor Antonio Saura, 1)

## Líneas y conexiones

### Metro Ligero
| << cabecera        | < estación         | línea | estación >           | cabecera >> |
| ------------------ | ------------------ | ----- | -------------------- | ----------- |
| Pinar de Chamartín | Virgen del Cortijo |       | Álvarez de Villaamil | Las Tablas  |